# Knud Børge Overgaard
Knud Børge "KB" Overgaard (født 21. marts 1918 i Viby i Aarhus, død 20. oktober 1985 i Hjørring) var en dansk fodboldspiller, der spillede for B.93.
Overgaard boede i Gentofte ved sin død 1985. 

## Karriere
Overgaard flyttede fra AGF til B93, hvor han spillede 111 kampe i perioden 1940-1948 . 
Overgaard debuterede som 27-årig på det danske landshold 1945 på Råsunda i Stockollm mod Sverige, en kamp som Danmark tabte 2-1. 
Han spillede i alle Danmarks fire kampe son venstre back ved OL i London 1948 og var med til at vinde bronzemedaljer. Bronzekampen mod Storbritannien blev hans sidste landskamp.
Overgaard spillede 8 A-landskampe.